# Miljkovica
Miljkovica (en serbe cyrillique : Миљковица) est un village de Serbie situé dans la municipalité de Prokuplje, district de Toplica. Au recensement de 2011, il comptait 34 habitants.

## Démographie
| 1948 | 1953 | 1961 | 1971 | 1981 | 1991 | 2002 | 2011 |
| ---- | ---- | ---- | ---- | ---- | ---- | ---- | ---- |
| 430  | 450  | 438  | 319  | 192  | 119  | 62   | 34   |

|  |